# Младен Ребић
Проф. др Младен Ребић рођен је 30. новембра 1981. године у Рогатици. У Рогатици је завршио основну и средњу економску школу. Дипломски студиј завршио је 2005. године на Економском факултету у Источном Сарајеву, смјер маркетинг.

## Биографија
Јануара 2008. године именован је за руководиоца Центра за издавачку дјелатност Економског факултета у Источном Сарајеву, као и за главног уредника Зборника радова Економског факултета у Источном Сарајеву. 
Магистарски рад под насловом Тржишна концепција у одабраним привредним гранама Босне и Херцеговине одбранио је 2009. године на Економском факултету у Београду, смјер тржишна економија и управљања државом. Докторску дисертацију под насловом Савремена достигнућа теорији индустријске организације, тржишне структуре и стратешких активности компаније одбранио 2011. године на Економском факултету у Источном Сарајеву. Изабран у звање доцента на Економском факултету у Источном Сарајеву 2012. године. 
Замјеник је шефа Катедре за теоријску економију на Економском факултету у Источном Сарајеву од 10. јуна 2012. године. Почетком децембра 2012. године изабран је на мјесто продекана за научно-истраживачки рад на Економском факултету у Источном Сарајеву. Члан је Удружења економиста Републике Српске (SWOT).